# جون فريدريك هيرمان
جون فريدريك هيرمان هو سياسي كندي، ولد في 11 أبريل 1889، وتوفي في 1950.